# 汪道昆
汪道昆（1525年—1593年），字玉卿，又字伯玉，号南溟，又号太函。直隸歙县（今安徽省黄山市徽州区西溪南镇松明山自然村）人。明朝文學家、政治人物。官至兵部左侍郎。

## 生平
汪道昆為嘉靖二十五年（1546年）丙午應天府乡试第九十名举人，嘉靖二十六年（1547年）丁未科会试59名，三甲107名进士，與張居正、王世贞等同榜。初授浙江義烏縣知縣，遷黄岩县，後升任兵部主事、员外郎、郎中，三十七年出任襄阳府知府，四十年升福建按察司副使、福州兵备道，戚繼光清剿倭寇時，汪為之募款，以功擢按察使，四十三年四月升任都察院右佥都御史、提督军务兼巡抚福建，四十五年六月因右中允陳謹被卫所士兵打成重伤而死，被弹劾回籍听调。
隆慶四年（1570年）二月起为郧阳抚治右佥都御史，五年五月升都察院右副都御史、巡抚湖广兼赞理军务，万历初入为兵部右侍郎，阅视宣大山西边防，进左侍郎，三年（1575年）六月给假归省。
王世贞所作《艺苑卮言》贊其“文繁而有法者于鳞，简而有法者伯玉。”道昆于是聲名大起。晚年张居正任首輔時，汪道昆官至兵部左侍郎，巡视西北，卻日日召集文人吟詩作賦、清言手談，不用心於軍餉帳冊，张居正對汪的作風不滿，說是：“芝蘭當路，不得不鋤。”將汪免職。
因王世贞也曾在兵部任職，天下將汪道昆與王世贞并稱“两司马”。世贞對此颇不滿意，曾懊悔稱贊道昆的违心之论。

## 文學成就
汪道昆文武兼通，工詩文，與王世貞为诗坛领袖。有《太函集》120卷。他精通音律，所作杂剧传世者有：《高唐梦》、《五湖游》、《远山戏》、《洛水悲》、《唐明皇七夕长生殿》。另有《北虏纪略》1卷、《数钱叶谱》1卷等。《明史·文苑三》有传。

## 家族
曾祖汪塤。祖父汪玄儀（1469年-1548年），贈兵部侍郎。父汪良彬（1504年-？年），封知府，封兵部侍郎。母胡氏，封恭人，封淑人。重庆下。弟道坦、道貫、道會。子汪无择、汪无疆、汪无私。